# Isidor Mautner
Isidor Mautner (auch Izidor Mautner) (* 7. Oktober 1852 in Náchod, Ostböhmen; † 13. April 1930 in Wien) war ein österreichischer Großindustrieller aus der Familie Mautner.

## Leben
Isidor Mautner wurde als zweites von neun Kindern des Textilunternehmers Isaac Mautner und dessen Frau Julia, geb. Rosenfeld (1823–1907), geboren. 1867 trat er in das Textilunternehmen seines Vaters ein. Nachdem dieser im gleichen Jahr in Wien den Warenkommissionshandel „Isaac Mautner & Co.“ gegründet hatte, verlegte Isidor 1873 seinen Wohnsitz nach Wien, um das nach dem Wiener Börsenkrach in Schwierigkeiten geratene Handelsunternehmen zu retten. Nach erfolgreicher Sanierung wurde er am 1. Januar 1874 als Gesellschafter in die nunmehrige Firma „Isaac Mautner & Sohn“ aufgenommen.
Am 14. März 1876 heiratete Isidor Mautner Jenny Neumann, Tochter eines wohlhabenden Wiener Seidenhändlers. Mit Hilfe ihrer Mitgift wurde im gleichen Jahr eine 1868 von den Brüdern Perutz aus Prag eingerichtete mechanische Weberei im nordböhmischen Schumburg (Šumburk nad Desnou) gekauft. Eine weitere mechanische Weberei wurde 1881 in Náchod errichtet. 1893 wurde im niederösterreichischen Trattenbach eine Holzschleiferei erworben, die 1896 zur dritten mechanischen Weberei des Unternehmens umgewandelt wurde.
Parallel zur väterlichen Gemeinschaftsfirma baute Isidor Mautner einen eigenen Textilkonzern auf. 1878 gründete er die „Baumwoll- und Leinenlieferungs-Gesellschaft für die k. k. Landwehr von Mautner & Consorten“ mit Handelsniederlassungen in Prag, Budapest und Triest sowie einer „Konfektionsanstalt“ in Wien. 1882 eröffnete Isidor Mautner in Náchod gemeinsam mit seinen beiden Schwägern die „Baumwollspinnerei Waerndorfer–Benedikt–Mautner“, die er ab 1907 alleine führte.
Großen Erfolg hatte Isidor Mautner mit der Gründung der Ungarischen Textilindustrie AG („Magyar Textilipar R.T.“), die 1894 in der Nähe des nordungarischen Rosenberg drei Webereien, drei Spinnereien und mehrere Textilveredelungsbetriebe errichtete. Durch vorbildliche Soziale Einrichtungen gelang es Isidor Mautner, die anfängliche Fluktuation der Arbeiterschaft, die den Unternehmenserfolg ernsthaft gefährdet hatte, zu beenden. Nach der Einrichtung einer Northrop-Webmaschinenfabrik wurde Rosenberg zur größten Industrieanlage der gesamten Habsburgermonarchie.
Nach dem Tod seines Vaters wandelte Isidor Mautner 1905 mit Hilfe der „k. k. priv. Allgemeine Boden-Credit Anstalt“ das väterliche Unternehmen in die „Österreichische Textilwerke AG vormals Isaac Mautner & Sohn“ um. Mit den neuen finanziellen Möglichkeiten wurde das Unternehmen in den folgenden Jahren in Böhmen systematisch ausgebaut; 1906 wurde der Konzern um Webereien in Engenthal (Jesenny) und Grünwald erweitert, 1908 kam eine Weberei in Tiefenbach (Potočna) hinzu. 1911 wurden die Weberei Pick in Náchod und eine Spinnerei im Prager Stadtteil Smíchov übernommen. Zudem erwarb Isidor Mautner Beteiligungen an Spinnereien in Zwodau und Reichenberg.
1911 wurde auch ein Textilwerk mit Weberei, Spinnerei, Färberei und Appretur im Niederschlesien|niederschlesischen Langenbielau erworben. Nach dem Erwerb einer Baumwollspinnerei in Plauen wurden beide Unternehmen 1915 zur „Deutsche Textilwerke Mautner AG“ mit Sitz in Plauen vereinigt.

## 1914–1918
Nachdem der 1912 gegründete größte Spinnereikonzern der Monarchie, die „Vereinigte Österreichische Textilindustrie AG“ durch den Verlust der an der Isonzofront gelegenen Betriebe in finanzielle Nöte geraten war, übernahmen 1916 Isidor Mautners „Österreichische Textilwerke AG“ deren Aktien. Als Ausgleich für die verlorenen Betriebe wurden im gleichen Jahr die „Fried. Mattausch & Sohn AG für Textilindustrie“ im nordböhmischen Franzensthal und die „Pottendorfer Baumwollspinnerei und Zwirnerei AG“ in Pottendorf übernommen; 1917 folgten die „Felixdorfer Weberei und Appretur AG“ in Felixdorf. Um von Lieferungen „aus dem feindlichen Auslande“ unabhängig zu werden, wurden zudem 1916 die Eisenwerke Sandau zur Herstellung von Webmaschinen gegründet und eine Streichgarn- und Vigognespinnerei im nordböhmischen Friedland (Frydlant) übernommen.
Da durch die Seeblockade der Entente-Mächte der Baumwollimport nahezu zum Erliegen gekommen war, stellte Isidor Mautner die Produktion seiner Fabriken auf Papiertextilien um. Zu diesem Zweck wurden 1916 und 1917 Papierfabriken im schlesischen Priebus, im steiermärkischen Pöls und in Rosenberg übernommen und auf die Produktion von Spinnpapier umgestellt. Dieses wurde anschließend zu Papiergarn verarbeitet. Dadurch gelang es Mautner, den Betrieb aller Fabriken auch unter den erschwerten Bedingungen der Kriegswirtschaft zu gewährleisten. Gegen Ende des Krieges leitete Isidor Mautner einen der größten Textilkonzerne des europäischen Kontinents mit 42 Fabriken und ca. 23.000 Mitarbeitern.

## 1919–1930
Nach dem Ersten Weltkrieg gelang es Isidor Mautner, seinen Konzern den neuen Gegebenheiten anzupassen. Das Stammunternehmen wurde 1919 in „Textilwerke Mautner AG“ umbenannt. Aufgrund der Forderung des neu entstanden tschechoslowakischen Staates nach Nostrifizierung wurde der Sitz der Firma 1920 zunächst nach Náchod, dann nach Prag verlegt. Die „Vereinigte Österreichische Textilindustrie AG“ verwaltete nun den österreichischen Konzernbesitz, darunter auch die Weberei in Trattenbach, die gegen eine Spinnerei im tschechischen Brodec eingetauscht wurde.
Die früher zur „Vereinigten Österreichischen Textilindustrie AG“ gehörenden Fabriken in Littai, Priewald (Prebold) und Haidenschaft bildeten ab 1923 die Jugoslawischen Textilwerke Mautner AG („Jugoslovenske tekstilne tvornice Mautner D.D.“) mit Sitz in Laibach.
Daneben gründete Isidor Mautner weitere Firmen, u. a. 1923 in Amsterdam die „Vereenigde Textiel Maatschappijen Mautner N.V.“, ein Jahr später die Belgrader Textilwerke AG („Beogradska Tekstilna Industrija A.D.“) sowie 1926 eine Tuchfabrik im ungarischen Ujpest.
Als problematisch erwies sich für Isidor Mautner, dass er durch fortgesetzte Aktienerhöhungen der Bodenkreditanstalt die Mehrheit an seinen Unternehmen verlor. Zudem geriet die 1921 gegründete und von seinem Sohn Stephan geleitete „Neue Wiener Bankgesellschaft AG“, der er sein Vermögen anvertraut hatte, 1924 in Schwierigkeiten. Um deren Insolvenz abzuwenden, verpfändete Isidor Mautner seinen Immobilienbesitz an die Nationalbank, was den Bankrott der Bank aber nicht verhindern konnte. Zudem übernahm er 1925 die Mehrheit an dem hoch verschuldeten Textilunternehmen Trumau-Marienthal in Niederösterreich. Nach zeitweise positivem Geschäftsgang scheiterte dieses Projekt letztlich an der mangelnden Liquidität Isidor Mautners. Er musste das Unternehmen der Bodenkreditanstalt überlassen, die September 1929 den Betrieb einstellte. Nachdem Isidor Mautner bereits Ende 1928 aus der Leitung der Textilwerke Mautner AG gedrängt worden war, war dies das Ende seiner unternehmerischen Tätigkeit. Er starb am 13. April 1930 in Wien. Er wurde am Döblinger Friedhof bestattet.

## Bedeutung
Isidor Mautner war eine der großen Unternehmerpersönlichkeiten der österreichisch-ungarischen Monarchie. Mit dem großzügig ausgestatteten „Mautner-Fonds“ schuf er zudem einen bemerkenswerten Beitrag zur sozialen Absicherung seiner Arbeitnehmer. Für seine Verdienste wurde er 1895 zum Kommerzialrat ernannt, 1897 erhielt er das Komturkreuz des Franz-Josephs-Ordens. 1907 wurde er wie zuvor sein Vater Ehrenbürger von Schumburg.
Mit seiner Frau Jenny, geb. Neumann, hatte er vier Kinder: Stefan Mautner (1877–1944), Konrad Mautner (1880–1924), Katharina Breuer-Mautner (1883–1979) und Marie Mautner-Kalbeck (1886–1972), die eine umfangreiche musische Erziehung genossen. Die Familie lebte einen Großteil des Jahres in dem 1888 angeschafften Geymüllerschlössel im Wiener Stadtteil Pötzleinsdorf, der sogenannten Mautner-Villa. Sie diente jahrzehntelang als Begegnungsstätte für prominente Kulturschaffende und vielversprechende Talente. Isidor Mautner war zudem ein bedeutender Förderer des Wiener Theaterlebens. Er war mit dem Burgschauspieler Josef Kainz befreundet, beteiligte sich 1924 maßgeblich an der Finanzierung des von Max Reinhardt neu eröffneten Theaters in der Josefstadt und war von 1924 bis 1928 Präsident der „Wiener Schauspielhaus AG“.